# Dienstlieden
De dienstlieden (Russisch: служилые люди; sloezjilye ljoedi) waren een bevolkingsklasse in de tijd van het Grootvorstendom Moskou (14e tot 18e eeuw) en omvatte de mensen die waren gebonden aan de Moskovische staat door verplichte dienst. Dit was meestal militaire dienst, maar soms ging het ook om staatsdienaren voor de bestuurlijke dienst. Ze worden in de geschiedenis geplaatst tegenover de paleislieden (Жилецкие люди; zjiletskije ljoedi).
Het lidmaatschap was vaak erfelijk. De dienstlieden hoefden vanwege hun diensten geen belasting te betalen. De Razrjadny prikaz (ministerie van rangen) coördineerde de dienstlieden. Ze waren van groot belang voor de ontwikkeling van nieuwe gebieden die veroverd werden door het rijk van Moskovië.
In de 19e eeuw werd de term sloezjivy gebruikt voor de laagste rang binnen het Russische Leger.